# Stanisław Mackiewicz
Pour les articles homonymes, voir Mackiewicz (homonymie).
Stanisław Mackiewicz (né le 18 décembre 1896 à Saint-Pétersbourg mort le 18 février 1966 à Varsovie) est un écrivain et un homme d'État polonais. Il est Premier ministre du Gouvernement polonais en exil de juin 1954 à juin 1955.

## Biographie
En 1917 il rejoint l'Organisation militaire polonaise (POW) créée par Józef Piłsudski puis sert comme volontaire dans l'armée polonaise au cours de la Guerre soviéto-polonaise en 1919. Il devient éditeur d'un journal indépendant à Vilnius « Slowo » dans lequel il défend la cause de la Pologne jagelonne. De 1928 à 1935 il est élu député à la Diète de la République de Pologne où il représente le  « Bloc indépendant pour la coopération avec le gouvernement ». En 1939 il passe quelques jours en prison. Il quitte la Pologne le 18 septembre 1939 après l'Invasion de la Pologne puis s'installe à Londres.
Il est nommé Premier ministre du gouvernement polonais en exil à Londres le 8 juin 1954. 